# Joe Adonis
Joseph Anthony Doto (născut Giuseppe Antonio Doto, italiană: [dʒuˈzɛppe anˈtɔːnjo ˈdɔːto]; n. 22 noiembrie 1902, Montemarano, Campania, Italia – d. 26 noiembrie 1971, Ancona, Italia), cunoscut sub numele de Joe Adonis, a fost un gangster italoamerican care a contribuit la înființarea familiilor care formează mafia americană modernă.

## Biografie
Adonis s-a născut Giuseppe Antonio Doto în micul oraș Montemarano, provincia Avellino, Italia, fiul lui Michele Doto și a Mariei De Vito. Acesta a avut trei frați: Antonio, Ettore și Genesio Doto.
În 1909, Adonis și familia sa au emigrat în New York. În tinerețe, Adonis și-a câștigat existența prin furturi. În timp ce lucra pe străzi, Adonis s-a împrietenit cu viitorul șef al mafiei Charles "Lucky" Luciano și mafiotul Settimo Accardi care erau implicați în jocuri de noroc ilegale. Adonis i-a rămas loial lui Luciano în următoarele decade.
La începutul prohibiției, Luciano, Adonis, Meyer Lansky și Bugsy Siegel au început să facă contrabandă cu băuturi alcoolice⁠(d) în Brooklyn. Prin această operațiune s-au furnizat cantități mari de alcool întreprinderilor de pe Broadway în Manhattan.
La începutul anilor 1920, Doto a început să-și spună „Joe Adonis” (Adonis după zeul grec al frumuseții și dorinței). Nu este sigur ce anume i-a inspirat porecla. Se speculează că Adonis a primit-o de la o fată din corul⁠(d) Ziegfeld Follies⁠(d) care ieșea la întâlniri cu acesta. Conform altei povești, se speculează că Adonis a adoptat numele după ce a citit un articol despre mitologia greacă.
Extrem de narcisist, Adonis petrecea mult timp îngrijindu-se. Odată, Lucky Luciano l-a văzut pe Adonis pieptănându-și părul gros în fața unei oglinzi și l-a întrebat: „Cine crezi că ești, Rudolph Valentino?” Adonis a răspuns: „La cum arată, tipul pare un vagabond!”. Adonis era văr al șefului familiei Luciano, Alan Bono, care a supravegheat operațiunile lui Adonis în Greenwich Village, Manhattan.
Adonis s-a căsătorit cu Jean Montemorano și a avut împreună patru copii: Joseph Michael Doto, Maria Dolores Olmo, Ann Marie Arietta și Elizabeth Doto.

## Deportarea și moartea
La 6 august 1953, în cadrul unei audieri desfășurate în închisoare, Departamentul de Justiție al Statelor Unite a decis deportarea sa în Italia.Guvernul a susținut că Adonis a intrat ilegal în țară. Adonis a luptat împotriva deportării sale, susținând că este un cetățean american nativ. La 9 august 1953, Adonis a fost eliberat din închisoarea din New Jersey.
La 3 ianuarie 1956, Adonis a părăsit de bunăvoie New York-ul pe un transatlantic spre Napoli, Italia. Soția și copiii lui au rămas în New Jersey.
Odată ajuns în Italia, Adonis s-a mutat într-un apartament de lux în centrul orașului Milano. Este posibil ca Adonis să se fi întâlnit cu Luciano la Napoli, dar nu există nicio dovadă. Odată cu trecerea timpului, Luciano, copleșit de probleme financiare, s-a supărat pe Adonis deoarece a refuzat să-l ajute. La 26 ianuarie 1962, Luciano moare în urma unui infarct în aeroportul din Napoli la vârsta de 64 de ani. Adonis a participat la slujba de înmormântare din Napoli, aducând o coroană uriașă de flori cu mesajul „Pe curând, prietene”.
În iunie 1971, guvernul italian l-a forțat pe Adonis să-și părăsească reședința din Milano și să se mute în Serra de 'Conti, un oraș mic de lângă Marea Adriatică. Adonis a fost unul dintre cei 115 gangsteri suspectați de asasinarea din mai a lui Pietro Scaglione, procuror din Palermo, Sicilia.La sfârșitul lunii noiembrie 1971, poliția italiană l-a transportat pe Adonis într-o mică baracă de lângă Ancona, Italia unde a fost interogat. În timpul procedurii, Adonis a suferit un infarct miocardic. A fost dus de urgență la un spital regional din Ancona unde a murit câteva zile mai târziu, pe 26 noiembrie 1971.